# Edwin Roberts

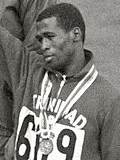
Edwin Roberts (1964)

Edwin Anthony Roberts (* 12. August 1941 in Port of Spain) ist ein ehemaliger trinidadischer Leichtathlet und Olympiateilnehmer.
Einen ersten Eindruck in der Welt der Leichtathletik hinterließ er 1961 im Guaracara Park, als er Milka Singh schlug, der ein Jahr zuvor bei den Olympischen Spielen in Rom einen vierten Platz errang. Sein internationales Debüt feierte er 1962 bei den Zentralamerika- und Karibikspielen in Kingston, wo er Silber im 100-Meter-Lauf und in der 4-mal-100-Meter-Staffel gewann sowie die Bronzemedaille in der 4-mal-400-Meter-Staffel. Im gleichen Jahr nahm er auch an den British Empire and Commonwealth Games in Perth teil, konnte aber keine Medaille erringen. Später nahm er ein Leichtathletik-Stipendium für das North Carolina Central University an und gehörte der Nationalmannschaft von 1964 bis 1972 an.
In die Geschichte von Trinidad und Tobago ging er durch seine Bronzemedaille ein, die er bei den Olympischen Spielen 1964 in Tokio im 200-Meter-Lauf als erster Medaillengewinner für sein Land in einer Einzeldisziplin errang. Er gewann auch die Mannschafts-Bronzemedaille in der 4-mal-400-Meter-Staffel.
Bei den British Empire and Commonwealth Games 1966 in Kingston gewann er Bronze über 100 Yards, Silber über 220 Yards und Gold in der 4-mal-440-Yards-Staffel. 1968 wurde er bei den Olympischen Spielen in Mexiko-Stadt Vierter über 200 Meter und kam mit der Mannschaft in der 4-mal-400-Meter-Staffel auf den sechsten Platz. Bei den British Commonwealth Games 1970 in Edinburgh folgte jeweils Silber über 200 Meter und in der 4-mal-400-Meter-Staffel.
Roberts war der zweite Trinidader, der an drei aufeinander folgenden Olympischen Spielen teilnahm. Nach den Spielen 1972 in München, bei denen er über 200 Meter das Viertelfinale erreichte und in der 4-mal-400-Meter-Staffel den achten Platz belegte, beendete er seine sportliche Laufbahn.